# Zoo de Xining
Le zoo de Xining (西宁动物园) est un parc zoologique situé à Xining dans le Qinghai. 
Le zoo de Xining est le seul zoo avec le zoo de Beijing à détenir des Chats de Biet, sous-espèce de Chat sauvage endémique à la Chine. La population captive de ce félin est de quatre à cinq individus à 1996 et dans les années 2000 d'une dizaine d'individus. 34 individus ont été collectés dans la nature par les équipes du zoo de Xining entre 1973 et 1985. Les tentatives de reproduction en captivité se sont soldées par des échecs : les femelles tuent les chatons à la moindre perturbation. 